# Frank Acheampong
Frank Acheampong, né le 16 octobre 1993 à Accra, est un footballeur international ghanéen. Il joue au poste d'ailier ou milieu offensif au Henan FC.

## Biographie

### En club
Frank Acheampong commence sa carrière dans son pays natal : tout d'abord au King Faisal Babies, puis dans le club de Berekum Chelsea.
En 2011, il rejoint le club thaïlandais de Buriram United. Avec ce club, il dispute 6 matchs en Ligue des champions de l'AFC, inscrivant un but. Il y remporta la Coupe de Thaïlande en 2011 en inscrivant le but de la victoire en finale lors du « clasico Thaïlandais » face Muangthong United. Lors de cette même compétition, 2 jours après la demi-finale victorieuse, il apprit de sa famille que son père était décédé. Il insista malgré tout pour disputer le derby contre Muang Thong. Alors que le score était toujours de 0-0 à la 93e minute, le ballon est arrivé vers lui et d'une frappe sous la barre il inscrivit le but victorieux. Il ne put dès lors contenir ses larmes sur le terrain à la suite de ces différents événements.
Il fut désigné meilleur étranger du championnat et remporta 5 trophées en Thaïlande.
En janvier 2013, après un essai non concluant avec le Celtic Glasgow, il rejoint l'équipe belge du RSC Anderlecht. Il est d'abord intégré au noyau d'espoir pour la seconde partie de la saison 2012-2013. Il se distingue avec ceux-ci en remportant le prestigieux tournoi de Viareggio en février 2013. Il y inscrira deux buts en finale contre l'AC Milan.
Pour la saison 2013-2014, il fait désormais partie du noyau A et porte le numéro 18.
Son premier match officiel aura lieu le 28 juillet 2013, il entra à la 70e minute lors du duel inaugural de la saison 2013-2014 face à KSC Lokeren (défaite 2-3). Lors de sa 2e apparition en match officiel (victoire 4-1 contre La Gantoise le 11 août 2013), il inscrivit son 1er but pour le club bruxellois au terme d'une remontée de balle de 60 mètres.

### En équipe nationale
Frank Acheampong participe à la Coupe du monde des moins de 20 ans 2013 avec l'équipe du Ghana U20. Il fut l'un des artisans à la belle troisième place de son pays.
Frank Acheampong reçoit sa première sélection en équipe du Ghana le 15 août 2012, lors d'un match amical face à la Chine. Il commence la rencontre comme titulaire et dispute 59 minutes de jeu.

## Palmarès

### En club
- Buriram United :
  - Champion de Thaïlande en 2011.
- RSC Anderlecht :
  - Champion de Belgique en 2014 et 2017.
  - Vainqueur de la Supercoupe de Belgique en 2013 et 2014.

### En sélection
- Ghana
  - Coupe d'Afrique des nations
    - Finaliste : 2015.